# Јевгениј Аржанов
Јевгениј Александровић Аржанов (рус. Евгений Александрович, Аржанов; Калуш, 9. фебруар 1948) је украјински атлетичар који се такмичио са Совјетски Савез у дисциплини трчања на 800 метара. Заслужни је мајстот спорта СССР, двоструки учесник Олимпијских игара и троструки европски првак. Био је члан АК Динамо из Кијева.

## Биографија
Рођен је у Ивано-Франкивској области 1948. године. Завршио је хемијско технолошку школу у Калушу, а затим је студирао на Кијевском институту за физичку културу. У техничкој школи почеиње да се развија као спортиста под вођством наставника Романа Козија .
У почетку је играо кошарку и фудбал и није био заинтересован за атлетику до 1965. када је већ имао 17 година. Двр године касније освојио је јуниорско првенство СССР, па је позван у атлетску репрезентацију и био је један од најбољих европских средњопругаша, крајем шездесетих и почетком седамдесетих година прошлог века. На једном од првих његових такмичења у Лењинграду 14. јуна 1968. истрчао је резултат 1.47,2 .
На првенству СССР 1969. године својио је сребрну медаљу резултатом 1,46,4. Први наступ на међународним такмичењима имао је на Олимпијским играма 1968. у Мексико Ситију, где је стигао до полуфинала. Следеће године на Европском првенству у 1969. у Атини, завршио је као четврти.
Године 1970. освојио је своју прву главну међународну титулу победивши у Бечу на Европском првенству у дворами , а 1971. освојио је још две највише европске титуле у дворани у Софији и Хелсинкију на отвореном.
На Олимпијским играма 1972. у Минхену, Арханов је био велики фаворит за освајање златне медаље. У финалној трци Аржанов је водио до последњих пар метара, када га је престигао Дејв Вотл такмичар из САД. Аржанов је заостао само за 0,03 секунде и морао се задовољити сребрном медаљом.
Након завршетка такмичарске спортске каријере, радио је као коментатор на националном радио и телевизијском програму Украјинске ССР. Након распада Совјетског Савеза, поасветио се тренерском позиву тренирајући јужнокорејску и вијетнамску репрезентацију.

## Значајнији резултати
| Година                       | Такмичење                    | Место                        | Пласман                      | Резултат                     | Белешка                      |
| Представаљао Совјетски Савез | Представаљао Совјетски Савез | Представаљао Совјетски Савез | Представаљао Совјетски Савез | Представаљао Совјетски Савез | Представаљао Совјетски Савез |
| 800 метара                   | 800 метара                   | 800 метара                   | 800 метара                   | 800 метара                   | 800 метара                   |
| ---------------------------- | ---------------------------- | ---------------------------- | ---------------------------- | ---------------------------- | ---------------------------- |
| 1969.                        | Европско првенство           | Атина                        | 4.                           | 1:47.1                       |                              |
| 1970                         | Европско првенство у дворани | Беч                          |                              | 1:51,0, РЕПд                 |                              |
| 1971.                        | Европско првенство у дворани | Софија                       |                              | 1:48,7, РЕПд                 |                              |
| 1971.                        | Европско првенство           | Хелсинки                     |                              | 1:45,62                      |                              |
| 1972                         | Олимпијске игре              | Минхен                       |                              | 1:45,89                      |                              |
| 1973                         | Универзијада                 | Москва                       |                              | 1:46,8                       |                              |

## Лични рекорди
| Дисциплина     | резултат | Место  | Датум            |
| -------------- | -------- | ------ | ---------------- |
| 800 м отворено | 1:45,3   | Москва | 17. август 1972. |